# Hecken (Bockhorn)
 Hecken ist ein Gemeindeteil von Bockhorn im oberbayerischen Landkreis Erding.

## Geografie
Der Ort liegt zwei Kilometer nördlich von Bockhorn entfernt im tertiären Isar-Inn-Hügelland (Erdinger Holzland). Die Strogen durchfließt den Ort.

## Baudenkmäler
In der Liste der Baudenkmäler in Bockhorn steht die katholische Filialkirche St. Margareth. Die barocke Saalkirche mit Zwiebelturm (Doppelzwiebel) wurde 1754 von Johann Baptist Lethner erbaut.

## Verkehr
Die Bundesstraße 388 verläuft im Norden durch den Ort. Eine ÖPNV-Anbindung besteht mit der MVV-Buslinie 562.